# Hebe Uhart
Hebe Uhart (Moreno, 2 de diciembre de 1936-Buenos Aires, 11 de octubre de 2018) fue una escritora y docente argentina. Desconocida su obra gran parte de su vida, las primeras publicaciones de Uhart se dieron en editoriales pequeñas, obteniendo su reconocimiento al publicarse sus Relatos reunidos en 2010, llegando inclusive a hacerse traducciones de sus libros a otros idiomas tiempo después.  Estudió Filosofía en la Universidad de Buenos Aires, y colaboró además con el suplemento cultural del diario El País. En 2017 ganó el Premio Iberoamericano de Narrativa Manuel Rojas. Rodolfo Fogwill llegó a decir de ella que era «la mejor escritora argentina».

## Biografía

### Infancia
Hebe Uhart nació el 2 de diciembre de 1936 en la ciudad de Moreno, provincia de Buenos Aires, Argentina. Su madre era hija de italianos y sus abuelos paternos eran vascos y sus abuelos maternos genoveses. Tuvo un hermano el cual falleció en un accidente a la edad de 27 años.
De su infancia y la relación con los libros, relató:

En mi casa no tenía acceso a la lectura, apenas unos libros de mi hermano, que eran muy teológicos. No fui estimulada a escribir, nadie me pidió ni me obligó a que escribiera. Pero, seguramente, debe haber habido un estímulo subterráneo, alguna cosa que hay en las casas porque, si no, ¿para qué mi mamá me contaba tantas historias? Hasta que un primo, más culto, me dijo: «Tenés que leer a Neruda, a Guillén y a Vallejo». Y los leí. Después entré en la Facultad de Filosofía y empecé a vincularme con otra gente sabia con la cual hablábamos de libros.

### Trayectoria literaria
Uhart estudió Filosofía en la Universidad de Buenos Aires y, tras ser maestra rural después de haberse licenciado, se desempeñó como docente en los niveles primario, secundario y universitario en la misma Universidad de Buenos Aires y en la Universidad Nacional de Lomas de Zamora, a la par que comenzó a dictar talleres literarios. Además, fue colaboradora frecuente de diarios y revistas, como del suplemento cultural del diario El País, de Montevideo.
En 2010 se publicó una compilación de sus cuentos y nouvelles de 1962 a 2004 en el volumen Relatos reunidos. En 2019 se publicaron sus novelas completas y sus cuentos completos en los volúmenes homónimos, siendo el segundo publicado de manera póstuma, mientras que en 2020 se publicaron sus crónicas completas en el título homónimo, de manera también póstuma.

### Fallecimiento
Tras haber enfermado, Uhart falleció el 11 de octubre de 2018 a los 81, en la ciudad de Buenos Aires. Tres años después de su fallecimiento los escritores Eduardo Muslip y Pía Bouzas publicaron una colección de tres novelas inéditas de Uhart escritas entre 1980 y 1990 bajo el título de El amor es una cosa extraña. Ese mismo año, además, fue declarada de manera póstuma Ciudadana Ilustre de Moreno. En 2022, se abrió la escuela refaccionada con parte del Premio Iberoamericano Manuel Rojas que la escritora obtuvo en 2017.

## Obra

### Novelas
- 1974: La elevación de Maruja
- 1983: Algunos recuerdos
- 1987: Camilo asciende
- 1992: Memorias de un pigmeo
- 1996: Mudanzas
- 1999: Señorita
- 2018: Novelas reunidas
- 2019: Novelas completas
- 2021: El amor es una cosa extraña

### Cuentos
- 1962: Dios, San Pedro y las almas
- 1963: Eli, Eli, lamma sabacthani?
- 1970: La gente de la casa rosa
- 1976: El budín esponjoso
- 1983: La luz de un nuevo día
- 1986: Leonor
- 1997: Guiando la hiedra
- 2003: Del cielo a casa
- 2004: Camilo asciende y otros relatos
- 2008: Turistas
- 2010: Relatos reunidos
- 2013: Un día cualquiera
- 2014: El gato tuvo la culpa
- 2019: Cuentos completos

### Crónicas
- 2011: Viajera crónica
- 2012: Visto y oído
- 2015: De la Patagonia a México
- 2017: De aquí para allá
- 2018: Animales
- 2020: Crónicas completas

## Sobre Uhart

### Adaptaciones teatrales
- 2009: Querida mamá o Guiando la hiedra (dirigida por Laura Yusem)[24]

## Premios y distinciones
- 2004: Premio Konex, Diploma al Mérito en Cuento: Quinquenio 1999-2003»[25][2]
- 2011: Premio Fundación El Libro al Mejor Libro Argentino de Creación Literaria, por Relatos reunidos[26]
- 2014: Premio Konex, Diploma al Mérito en Cuento: Quinquenio 2004-2008[27]
- 2015: Premio del Fondo Nacional de las Artes en Letras[28]
- 2017: Premio Iberoamericano de Narrativa Manuel Rojas[29][30]
- 2021: declarada Ciudadana Ilustre de Moreno[20]